# 2320 Бларні
2320 Бларні (2320 Blarney) — астероїд головного поясу, відкритий 29 серпня 1979 року.
Тіссеранів параметр щодо Юпітера — 3,159.